# قاسم سیانکی
قاسم سیانکی
(به زبان انگلیسی Ghasem Siyanaki) متولدابان ماه ۱۳۴۷ شمسی واقع در شهر ری محله کوی انصاف، وی در دوران غیر حرفه‌ای در تیم پولاد شهر ری به عنوان هافبک و وینگر راست حضور داشت و در دوران جوانی در تیم منتخب توابع تهران  حضور درخشان داشت، وی در خانواده ورزشی تکامل یافت ودرتیم پولادشهرری زیر نظر مربی برترشهرری حسن سیانکی فعالیت غیر حرفه‌ای خود را ادامه داد، بازیکن اسبق فوتبال و مربی حال حاضر می‌باشد. وی در سال‌های دهه ۷۰ بازیکن تیم استقلال تهران بوده‌است؛ که یکی از مهم‌ترین بازیهای وی برای استقلال فینال بین تیم‌های استقلال و سایپا در سال ۱۳۷۳ بودکه تیم سایپا موفق به برد شد و قهرمان لیگ تهران شد. قاسم 
سیانکی در۱۳۷۶ ازدواج کرد که اکنون  قاسم صاحب ۳فرزند به نام زهرا- امیرمحمد- دانیال است

## دوران مربیگری
سیانکی تجربه حضور در تیم‌های شهرداری بندرعباس، گسترش فولاد تبریز، پارسه تهران، شهرداری تبریز، پارس جنوبی جم، شهرداری کاشانو هف سمنانرا در کارنامه دارد و درشش صعود به لیگ یک حضور داشته‌است.سیانکی در فصل۹۶–۱۳۹۵ در نیم فصل اول در تیم شهرداری کاشان و در نیم فصل دوم درشهرداری بندرعباس حضور داشت.